# فن فرنسي

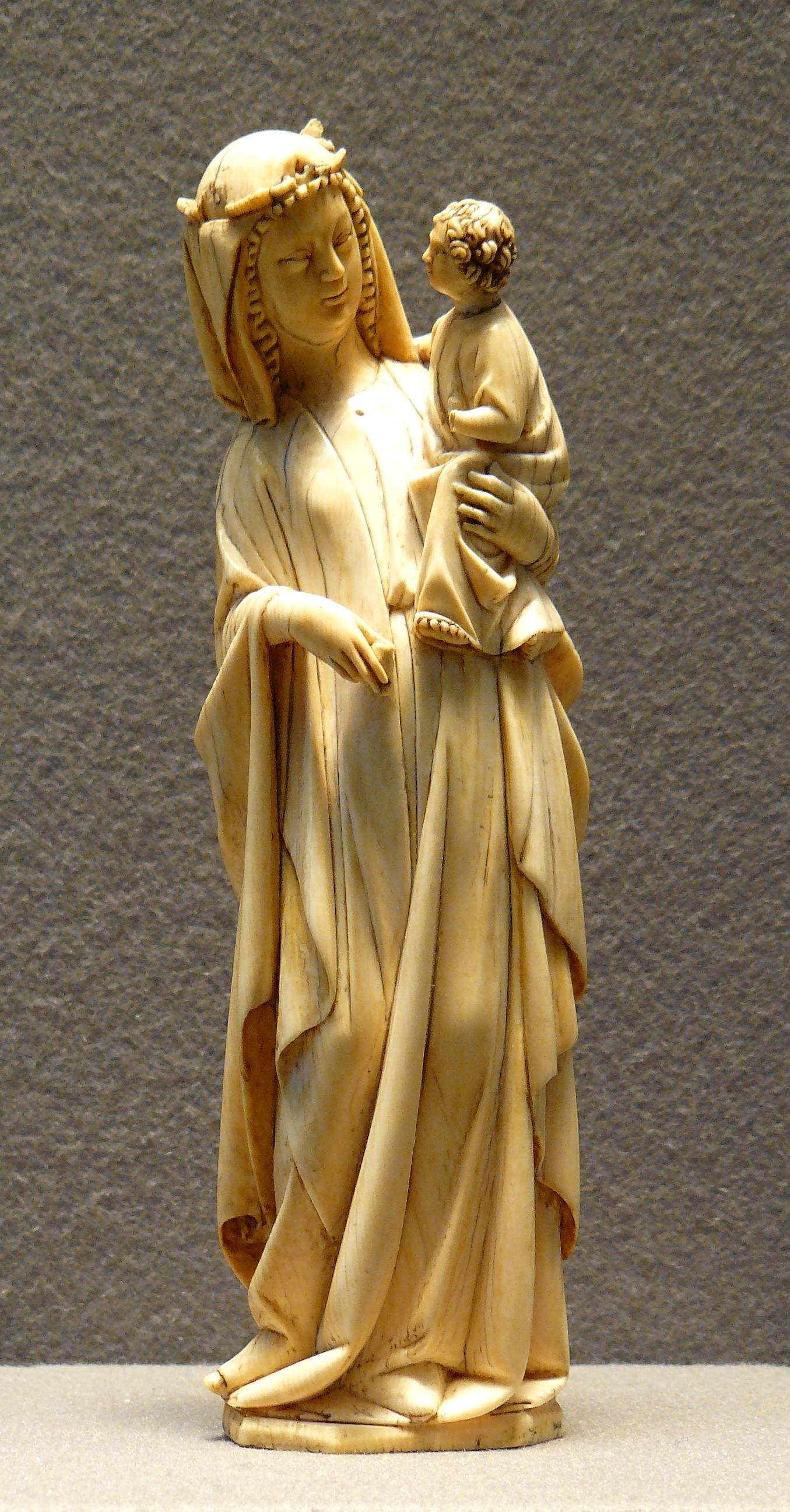
تمثال العذراء والطفل من العاج الفرنسي من نهاية القرن الثالث عشر.

يتألف الفن الفرنسي من الفنون المرئية والبلاستيكية بما في ذلك (الهندسة المعمارية الفرنسية، والأعمال الخشبية، والمنسوجات، وصناعة الخزف) الصادرة من منطقة جغرافية في فرنسا. كانت فرنسا الحديثة المركز الرئيس للفن الأوروبي في العصر الحجري العلوي القديم، تركت بعدها الكثير من الجنادل، والنصب التذكارية، وفي العصر الحديدي، وُجِدت أكثر الأعمال إثارة للإعجاب في الفن الكلتي. تركت الفترة الغالية الرومانيّة أسلوبًا قرويًا مميزًا في فن النحت. قادت المنطقة حول الحدود الفرنسية الألمانية الحديثة الإمبراطوريةَ إلى إنتاج كميات كبيرة من الأواني الرومانية القديمة المزينة بدقة، التي صُدرت إلى إيطاليا وأماكن أخرى على نطاق واسع. في الفن الميروفنجي، تبدأ قصة الأسلوب الفرنسي كعنصر مميز مؤثر في التطور الأوسع لفن أوروبا المسيحية.
يمكن القول عن فرنسا إلى حد ما بأنها قائدة تطور الفن الرومانسكي، والفن القوطي، قبل أن يصل عصر النهضة إلى إيطاليا ويصبح المصدر الرئيس للتطور الأسلوبي إلى أن قابلت فرنسا التأثر الإيطالي خلال فترة الروكوكو والكلاسيكية الحديثة واسترجعت بعدها دور القيادة في الفن من القرن التاسع عشر إلى منتصف القرن العشرين.